# Napadivka, Kalînivka
Napadivka (în ucraineană Нападівка) este localitatea de reședință a comunei Napadivka din raionul Kalînivka, regiunea Vinnița, Ucraina.

## Demografie
Componența lingvistică a localității Napadivka
     Ucraineană (98,99%)
     Rusă (1,01%)
Conform recensământului din 2001, majoritatea populației localității Napadivka era vorbitoare de ucraineană (98,99%), existând în minoritate și vorbitori de rusă (1,01%).